# 齊爾茨區

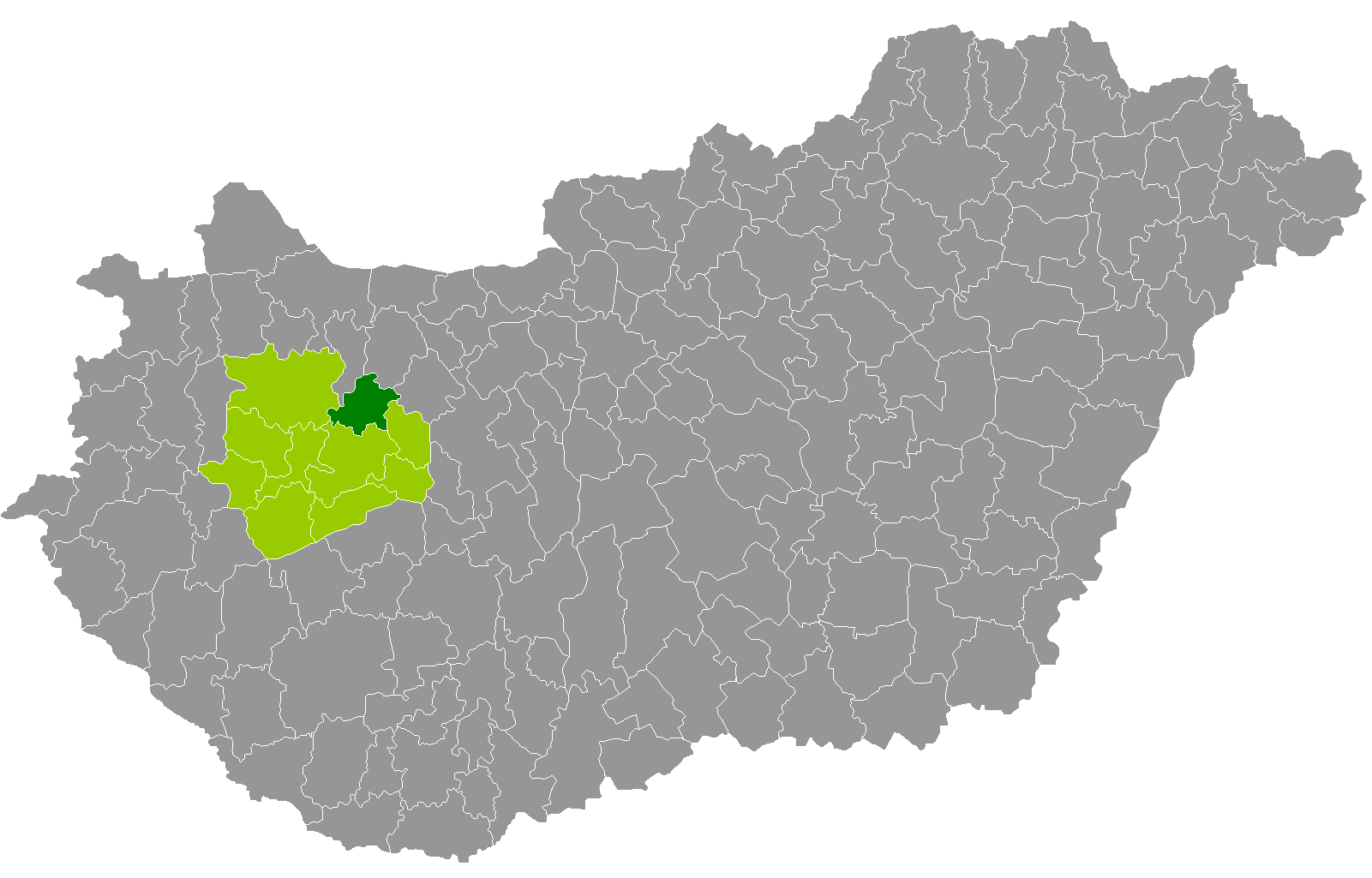

齊爾茨區（匈牙利語：Zirci járás），是匈牙利維斯普雷姆州的一個區，位於該國西部，区府設於齊爾茨，面積331平方公里，2011年人口19,386，人口密度每平方公里59人。

## 市镇
齊爾茨區包含一个城镇和14个村庄。